# Noam Chomsky
Avram Noam Chomsky (* 7. prosince 1928 Philadelphia) je americký filozof, kognitivní vědec, lingvista, logik, společenský kritik a aktivista židovského původu, tvůrce tzv. Chomského hierarchické klasifikace formálních jazyků, emeritní profesor lingvistiky na Massachusettském technologickém institutu (MIT), a také levicově orientovaný politický aktivista – anarchista, známý svým kritickým vztahem ke globalizaci a jejím dopadům, k válečným konfliktům, k zahraniční politice USA, Izraele a dalších vlád. Podle Top global intellectuals of 2005 (internetového hlasování z roku 2005) a časopisů Prospect magazine a Foreign policy byl zvolen nejvlivnějším globálním intelektuálem.
Chomsky je autorem teorie generativní gramatiky, která je některými považována za největší přínos na poli teoretické lingvistiky 20. století. Ovlivnil též filozofii jazyka a mysli (viz Harman, Fodor). Rovněž pomohl podnítit kognitivní revoluci v psychologii díky své revizi Skinnerova verbálního chování, ve které zpochybnil behavioristický přístup ke studiu chování a jazyka, převažující v 50. letech minulého století. Jeho naturalistický přístup ke studiu jazyka ovlivnil filozofii jazyka a mysli. Ve svém článku z roku 1956 popsal klasifikaci formálních jazyků podle jejich generativní schopnosti, která nese jeho jméno – Chomského hierarchie.
Dle Chomského je vývoj řeči vymezen geneticky – došel k závěru, že existuje jakási univerzální gramatika, která je vrozená a nikoli naučená během života – člověk se rodí se základní gramatickou šablonou, do které snadno zapadne jakýkoli světový jazyk.
Dle Indexu humanitních citací (Arts and Humanities Citation Index) z roku 1992 byl Chomsky jako pramen citován častěji než jakýkoliv jiný žijící badatel mezi lety 1980–1992, a byl osmý nejcitovanější vědec vůbec.
Od jeho kritiky války ve Vietnamu v 60. letech minulého století se stal ještě známějším – hlavně mezinárodně – díky své mediální kritice a politice. Obecně je považován za klíčovou intelektuální osobnost levého křídla politiky Spojených států. Je široce znám pro svou politickou aktivitu a kritiku zahraniční politiky USA a jiných vlád a také pro popsání modelu propagandy.

## Biografie
Chomsky se narodil v East Oak Lane poblíž Philadelphie ve státě Pennsylvania. Byl synem hebrejského vědce a účastníka první světové války Williama Chomského (1896–1977), který pocházel z Ukrajiny. Chomského matka, Elsie Chomsky (rozená Simonofska), pocházela z nynějšího Běloruska, ale na rozdíl od svého muže vyrostla ve Spojených státech a mluvila „běžnou newyorskou angličtinou“. Jejich mateřským jazykem byla jidiš, ale jak Chomsky tvrdil, v jejich rodině se tímto jazykem nehovořilo. Popisuje svou rodinu jako žijící v jakémsi „židovském ghettu“, rozděleném mezi jidiš a hebrejskou stranu, přičemž se jeho rodina přikláněla spíše k té hebrejské. Tvrdí, že byl vychováván v hebrejské kultuře a literatuře. Chomsky sám popisuje napětí, které sám zažil s irskými katolíky a antisemity v třicátých letech takto: „Nerad to říkám, ale vyrostl jsem s jakýmsi vnitřním strachem z katolíků. Věděl jsem, že to bylo neracionální a překonal jsem to, ale byla to prostě zkušenost z ulice“.
Chomsky pamatuje na svůj první článek, který napsal ve věku přibližně deseti let, o hrozbě šíření fašismu po pádu Barcelony ve španělské občanské válce. Od dvanácti nebo třinácti let se ztotožnil ještě plněji s anarchistickou politikou.
Po absolvování střední školy (Central High School of Philadelphia) začal studovat filozofii a lingvistiku na Pensylvánské univerzitě. Učil se od filozofů C. W. Churchmana a N. Goodmana a lingvisty Z. Harrise. Harrisovo učení zahrnovalo jeho objev transformací jako matematické analýzy struktury jazyka (mapování od jedné podmnožiny k jiné v množině vět). Chomsky následně vyložil toto učení jako operace na základě bezkontextové gramatiky (odvozené od post-produkčních systémů). Harrisovy politické názory rovněž přispěly k utváření Chomského názorů.
V roce 1949 se Chomsky oženil Carol Schatzovou, která se také zabývala lingvistikou. Mají spolu dvě dcery: Avivu (nar. 1957), Diane (nar. 1960) a jednoho syna Harryho (nar. 1967). Chomskému byl udělen titul Ph.D. z lingvistiky na Pensylvánské univerzitě v roce 1955. Část svého doktorského výzkumu vedl během čtyř let na Harvardově univerzitě. Ve své disertační práci začal tvořit některé ze svých lingvistických myšlenek, které rozvinul v roce 1957 v knize Syntaktické struktury (orig. Syntactic Structures), jež se stala jeho nejznámější lingvistickou knihou.

## Mladý Chomsky

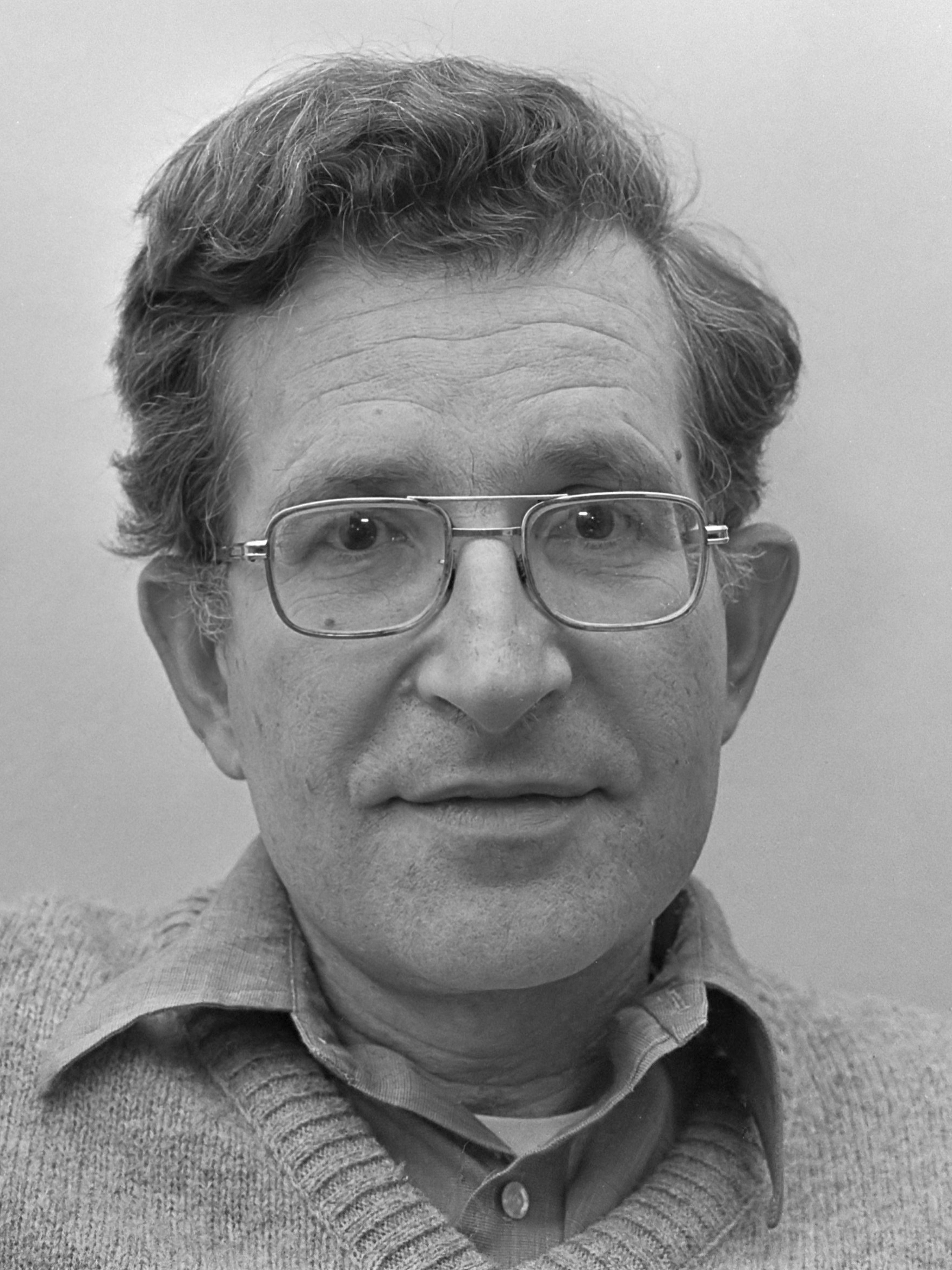
Chomsky v roce 1977

Chomsky se stal zaměstnancem na Massachusettském technologickém institutu v roce 1955 a v roce 1961 byl jmenován řádným profesorem Katedry moderních jazyků a lingvistiky (nyní Katedra lingvistiky a filozofie). Od roku 1966 do roku 1976 byl držitelem profesury Ferrari P. Ward Professorship z moderních jazyků a lingvistiky, a v roce 1976 byl jmenován profesorem institutu. V roce 2007 Chomsky učil na MIT souvisle 52 let.
Chomsky se stal jedním z hlavních odpůrců Vietnamské války v únoru 1967, tedy v době, kdy protiválečné pocity byly ještě v menšině. Díky vydání své eseje „The Responsibility of Intellectuals“ (Odpovědnost intelektuálů) v newyorském magazínu knih (New York Review of Books). Následovala další kniha „American Power and the New Mandarins“ (1969), jež byla sbírkou esejí, díky kterým se dostal do popředí nesouhlasu s americkou politikou. Uvedl v ní, že „Spojeným státům by pomohl jistý druh denacifikace“. Staly se totiž podle něj „nejagresivnější mocností světa, jsou největším ohrožením míru, národního sebeurčení a mezinárodní spolupráce“.
Minimálně v jednom případě byl na protiválečné demonstraci v polovině 60. let zatčen policií a krátce držen ve vazbě. Jeho dalekosáhlá kritika americké zahraniční politiky a oprávněnosti moci Spojených států z něj udělala kontroverzní postavu, které se tradiční americká media velice stranila. Vyslovil své obavy o tom, jaký příští režim může uchvátit Spojené státy:
Jsem dost starý na to, abych si pamatoval několik Hitlerových projevů v rádiu a vybavuji si podstatu a tón jásající lůzy. Dnes mám hrozivý pocit temných mraků fašismu stahujících se nad Spojenými státy.
[nedostupný zdroj]
Pro kritiku americké zahraniční politiky bylo Chomskému často vyhrožováno smrtí. Navíc se dostal na seznam plánovaných cílů vytvořeného Theodorem Kaczynskim, známým též jako Unabomber. Během doby, kdy Kaczynski byl hrozbou, si nechal Chomsky kontrolovat veškerou poštu na výbušniny. Chomsky uvádí, že je často tajně střežen policií, hlavně na univerzitní půdě MIT, ačkoliv s policejní ochranou nesouhlasí.
Chomsky žije v Lexingtonu v Massachusetts, často cestuje a přednáší o politice.

## Přínos na poli lingvistiky
Syntaktické struktury byly výtahem jeho knihy Logická struktura teorie lingvistiky (orig. Logical Structure of Linguistic Theory) z roku 1955. V této knize představuje transformační gramatiku. Podle této teorie mají výroky (sekvence slov) nějakou syntax, která může být z velké části popsána formální gramatikou, přesněji bezkontextovou gramatiku rozšířenou o transformační pravidla. U dětí se předpokládá, že mají vrozenou znalost základní gramatické struktury společnou všem lidským jazykům (tzn. jakýkoliv jazyk, se kterým se setkají, je určitého omezeného druhu). Tato vrozená znalost se často označuje jako univerzální gramatika. Tvrdí se, že tvoření na základě znalosti jazyka za použití formální gramatiky je zodpovědné za „produktivitu“ jazyka: s omezenou množinou gramatických pravidel a konečnou množinou pojmů jsou lidé schopni utvořit nekonečné množství vět včetně těch, které nikdo nikdy předtím neřekl. Chomsky vždy upozorňuje na svůj závazek Páninimu za jeho moderní náhled na explicitní generativní gramatiku.
Přístup principů a parametrů (P&P), rozvedený v jeho Pisa 1979 Lectures, později publikované jako Lectures on Government and Binding (LGB), o univerzální gramatice tvrdí následující: gramatické principy společné všem jazykům jsou vrozené a neměnné. Rozdíly mezi světovými jazyky mohou být charakterizovány podle nastavení parametrů v mozku (např. pro-drop parametr, který říká, zda má být explicitní podmět vždy vyžadován, jako např. v angličtině, nebo zda může být vypuštěn, jako např. ve španělštině, které jsou často přirovnávány k přepínačům. Právě proto je tento přístup často označován jako „pravidla a parametry“ (principles and parameters). V tomto pojetí si dítě učící se jazyk potřebuje osvojit pouze lexikální položky (slova, gramatické morfémy a idiomy) a určit vhodné nastavení parametrů, což lze provést na základě několika příkladů.
Zastánci tohoto pohledu tvrdí, že tempo, kterým se děti učí jazyky, je nevysvětlitelně rychlé. Jediné možné vysvětlení je, že by děti měly vrozenou schopnost učit se jazyky. Pro tuto tezi hovoří i následující fakta. Děti po celém světě se učí svůj mateřský jazyk stejnými kroky. Dále během tohoto učení dělají stejně charakteristické chyby, zatímco jiné zdánlivě logické druhy chyb se nikdy během učení neobjeví.
Později si ve svém Minimalistickém programu (1995) ponechal jádro konceptu „pravidel a parametrů“, avšak zároveň se zde Chomsky pokouší o významnější přepracování lingvistického aparátu v LGB modelu oddělením všech jeho prvků s výjimkou těch nejnutnějších. Zastává zde obecný přístup ke stavbě lidské jazykové vlohy, který zdůrazňuje princip hospodárnosti a optimálního návrhu, a znovu se uchyluje k derivačnímu přístupu ke generaci, na rozdíl od velkou měrou reprezentativního přístupu klasických „pravidel a parametrů“.
Chomského myšlenky měly velký vliv na badatele v oblasti zkoumání osvojování si jazyka u dětí, ačkoliv někteří badatelé, kteří dnes pracují v této oblasti, nepodporují Chomského teorie. Namísto toho prosazují teorie, které redukují jazyk na instanci obecných zpracovávajících mechanismů v mozku.
Chomsky dále vytváří teorii, že neomezené rozšíření jazyka jako je angličtina je možné jedině rekurzivní metodou vkládání vět do vět.

## Generativní gramatika
Chomského analýzy syntaxe, označované jako generativní gramatika, jsou vysoce abstraktní a jsou založeny na bedlivém průzkumu hranic mezi gramatickými a negramatickými konstrukcemi jazyka. Takové gramatické úsudky o jazyku může úspěšně provést pouze rodilý mluvčí a z těchto pragmatických důvodů se lingvisté zaměřují na své mateřské jazyky nebo jazyky, které dokonale ovládají, a tak se dostáváme k angličtině, francouzštině, němčině, nizozemštině, italštině, japonštině nebo k jazykům, jimiž se hovoří v Číně.
Chomského přístup k syntaxi, často označovaný jako generativní gramatika, studuje gramatiku jako podstatu znalosti, kterou mají uživatelé jazyka. Od šedesátých let minulého století Chomsky trvá na tom, že většina této znalosti je vrozená, z čehož vyplývá, že děti se potřebují naučit jen omezené vlastnosti jejich mateřského jazyka. Vrozená podstata lingvistické znalosti se často označuje jako univerzální gramatika. Z Chomského pohledu je nejsilnějším důkazem existence univerzální gramatiky jednoduše fakt, že si děti úspěšně osvojí svůj mateřský jazyk za tak krátkou dobu. Tvrdí, že lingvistická data, ke kterým mají děti přístup, vůbec nedokládají bohatou lingvistickou znalost, které dosáhnou do dospělosti (argument nedostatku podnětů). Ovšem může jít o univerzální psychologii.
Chomského teorie jsou stále populární, zvláště ve Spojených státech, ale nikdy nebyly oproštěny od kontroverze. Kritika přichází z několika směrů. Lingvisté dle Chomského se příliš spoléhají na intuici rodilých mluvčích při posuzování, které věty jejich jazyka jsou správně utvořené. Tato praxe byla kritizována jednak z hlediska obecných metodických východisek, tak i proto, že vedla k přehnanému důrazu na studium angličtiny. Stovky různých jazyků získaly alespoň trochu pozornosti v literatuře o generativní gramatice, ale někteří kritici stejně vnímají přehnaný důraz na angličtinu a tendenci založit tvrzení o univerzální gramatice na příliš malém vzorku jazyků. Někteří psychologové a psycholingvisté, přestože schvalují Chomského celkový program, tvrdí, že lingvistika dle Chomského nevěnuje dostatečnou pozornost experimentálním datům ze zpracování jazyka, a následně, že jejich teorie nejsou psychologicky přijatelné. Radikálnější kritici pochybují, zda je pro vysvětlení učení se dětí jazyku nutná univerzální gramatika, a tvrdí, že domain-general učící mechanismy stačí.
Kulturní antropolog a lingvista Daniel Everett z Illinois State University tvrdí, že jazyk lidí Piraha v severozápadním deštném pralese Brazílie odporuje Chomského teoriím o univerzální gramatice. Everett tvrdí, že lidé Piraha nepoužívají rekurzi, tedy jednu z klíčových vlastností univerzální gramatiky. Navíc se tvrdí, že lidé Piraha nemají pevná slova pro barvy, neužívají čísla, mluví jednoduchými fonémy, a mluví v prozódii. Nicméně, jeho tvrzení sama byla kritizována.[zdroj?] David Pesetsky, Andrew Nevis a Vlineme Rodrigues tvrdí ve společném článku, že všechny z Everettových tvrzení obsahují vážné nedostatky.[zdroj?] Steven T. Piantadosi se spoluautory dochází k závěru, že jazyk lidí Piraha pravděpodobně může mít rekurzi, ale obsahuje velmi málo rekurze. Je pravděpodobné, že ji neobsahuje.
Geoffrey Sampson z University of Sussex tvrdí, že teorie univerzální gramatiky není falzifikovatelná a tudíž jde o pseudovědu.

## Chomského hierarchie
Chomsky se proslavil rovněž studiem různých druhů formálních jazyků a výzkumem, zda tyto mohou či nemohou být schopny zachytit klíčové vlastnosti lidského jazyka. Chomského hierarchie dělí formální gramatiky do tříd a skupin s rostoucí vyjadřovací silou – každá následná třída je schopna generovat širší skupinu formálních jazyků než předchozí třída. Chomsky tvrdí, že modelování některých aspektů lidské řeči vyžaduje komplexnější formální gramatiku (měřeno Chomského hierarchií) než modelování jiných. Například zatímco regulární jazyk je dostatečně silný k modelování morfologie angličtiny, není už schopen modelovat její syntax. Chomského hierarchie se stala důležitou v informatice, zvláště v konstrukci kompilátorů a teorií automatů.

## Chomského politické názory

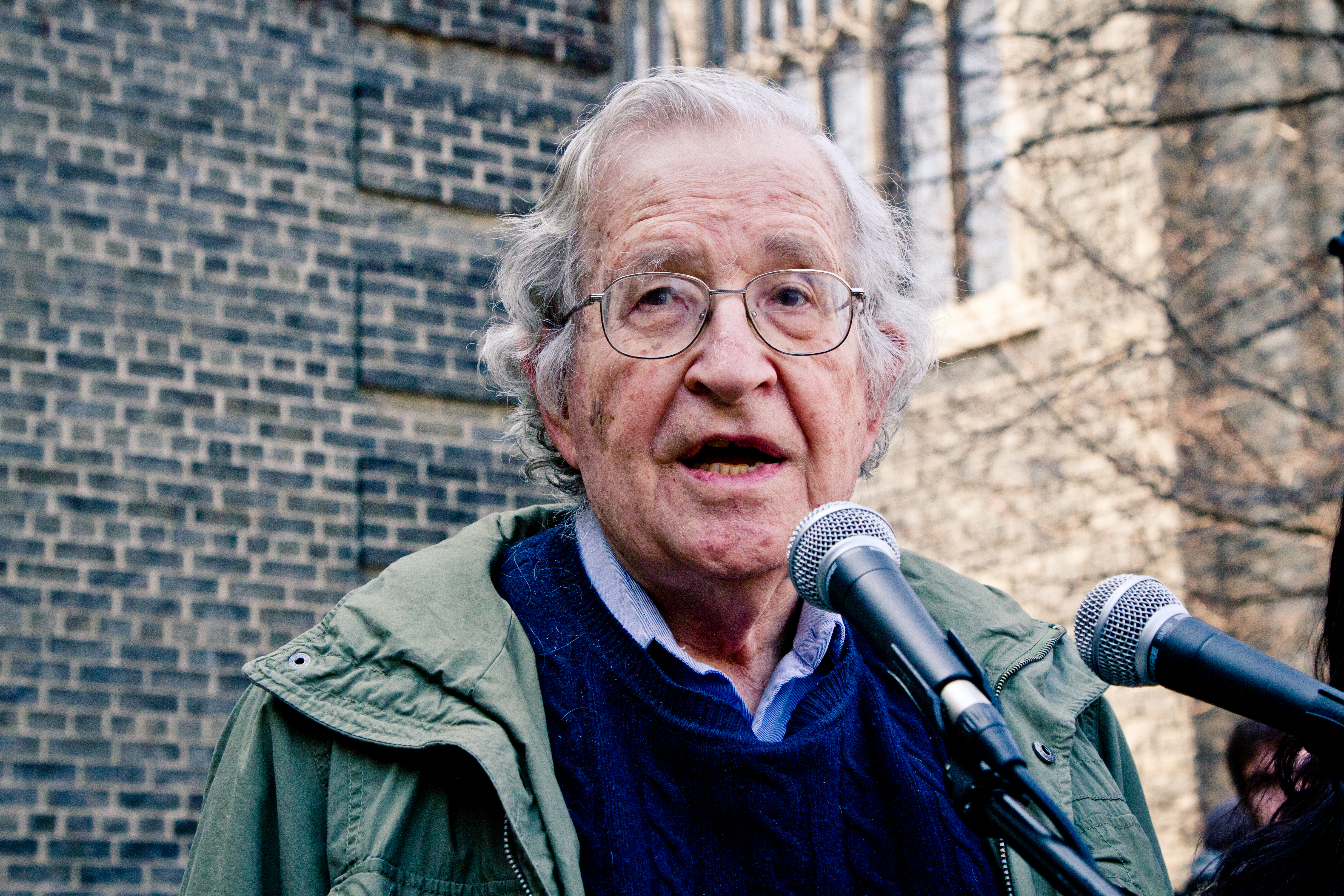
Chomsky při proslovu o hnutí Occupy Wall Street

Chomský si vytvořil reputaci politického disidenta, kritizuje Západní mocnosti, propagandu a Západem vedené války, které popisuje jako státem sponzorovaný terorismus. Sám sebe označuje za příznivce anarchosyndikalismu a libertariánského socialismu. Je členem odborů Industrial Workers of the World (Průmysloví dělníci světa). Patří k nejcitovanějším a nejvlivnějším intelektuálům dneška.
V 60. letech aktivně vystupoval proti válce ve Vietnamu. V důsledku svého protiválečného aktivismu byl několikrát zatčen a dostal se na „seznam nepřátel“ amerického prezidenta Richarda Nixona.

### Mediální propaganda na Západě
Chomsky spolu s Hermanem vydali v roce 1988 knihu s názvem Manufacturing Consent: The Political Economy of the Mass Media, pojednávající o tvorbě společenského souhlasu s establishmentem. Byli inspirování neomarxismem a z toho vzešlou politickou ekonomií. V publikaci popsali pět filtrů, které ovlivňují produkci a výslednou podobu mediálních obsahů. Jde o tzv. mediální model propagandy:
1. Vlastnictví médií a orientace na zisk
2. Vliv reklamy a inzerce
3. Vliv informačních zdrojů
4. Kritika a nátlak na médium
5. Ideologie

### Chomsky a východoevropský disent
V roce 1978 Chomsky vyzval americkou veřejnost k protestům proti útlaku československých vědců normalizačními úřady. V témže roce podepsal spolu s Jiřím Pelikánem, Andrejem Sacharovem, Pavlem Litvinovem výzvu k propuštění československých politických vězňů Jaroslava Šabaty a Jiřího Müllera. Protestoval i proti rozsudku nad polskými disidenty Jackem Czaputowiczem a Piotrem Niemczykem. Dále podepsal prohlášení proti perzekuci československých chartistů; Ivana „Magora“ Jirouse, Jiřího Tichého, Hany Marvanové, Tomáše Dvořáka, Petra Cibulky nebo Jiřího Štencla, které spolu s ním podepsal například anglický spisovatel Harold Pinter.
Po roce 1989 zaujal Chomsky vůči východoevropskému disentu kritický postoj. V rozhovoru pro časopis A2 v roce 2014 Chomsky prohlásil že: „Václav Havel byl statečný muž, který bojoval za práva svých lidí“ a nebál se za to jít do vězení. Následně však kritizoval Havlovo přehlížení porušování lidských práv ze strany Spojených států, které měl společné s ostatními východoevropskými disidenty. Podle Chomského tento postoj vychází z faktu, že východoevropské disidenty protežovaly západní velmoci, s jejichž pomocí se jim podařilo porazit Sovětský svaz, což jim dodalo pocit vlastní výjimečnosti. Utrpení východoevropských disidentů však nebylo ve srovnání s téměř neznámými latinskoamerickými disidenty, kterým hrozila likvidace eskadrami smrti podporovanými USA, „nijak výjimečné“. Přesto si v sobě východoevropský disent podle názoru Chomského utvrdil pocit, že byli „jediní utlačovaní na celém světě“. Chomsky byl velkým kritikem Operace Kondor, v jejímž rámci v 70. a 80. letech pravicové diktátorské režimy v Argentině, Chile a v dalších zemích Latinské Ameriky s podporou CIA pronásledovaly veškeré skutečné i domnělé nepřátele svých režimů. Celkový počet perzekvovaných dosáhl téměř půl milionu, z toho 80 000 popravených nebo „zmizelých“.
Chomsky svůj názor ilustroval projevem Václava Havla v americkém kongresu z roku 1990, který chválil Spojené státy jako obránce svobody. Krátce před tím však Reaganovou administrativou podporovaná vláda Salvadoru nechala zavraždit šest k vládě kritických jezuitských intelektuálů, jejich spolupracovnici a její dceru. Šlo o jeden z mnoha případů vražd disidentů během Salvadorské občanské války.
V roce 2014 česká média konfrontovala s Chomského názory bývalého disidenta a konzervativního politika Alexandra Vondru, který na ně reagoval argumentací ad hominem: „V době, kdy tu lidé jako Havel seděli za svobodu v komunistickém vězení, on z bostonských kaváren obhajoval genocidu Pol Pota v Kambodži.“ Kromě toho obvinil Chomského z antisemitismu a vyjádřil přesvědčení, že naslouchání „kecům takových lidí“ povede ke vzniku koncentračních táborů a gulagů. K argumentaci ad hominem se připojil také psychiatr Cyril Höschl. Bývalý disident a liberální politik Jan Ruml odmítl, že by o sobě český disent tvrdil, že v době normalizace nějak zvlášť trpěl. Zároveň vyjádřil názor, že rozsah brutality latinskoamerických režimů byl v Česku prakticky neznámý a připustil podporu ze strany západních medií a ochránců lidských práv. Český novinář Jiří Pehe označil celý spor za trapný, protože obě strany zjednodušují. Předně proto, že Chomsky ve svém hodnocení opomíjí stalinistický teror padesátých let. Porovnávání útlaku disentu v sovětském bloku s otevřenou brutalitou některých latinskoamerických režimů považuje přinejmenším za ošidné. Stejně jako Jan Ruml odmítá, že by se českoslovenští disidenti cítili výjimeční, protože byli jediní utlačovaní na celém světě. Jan Kavan odsoudil sprosté útoky českých novinářů a komentátorů. Připomněl Chomského podporu českého disentu v době Husákovy normalizace a odmítl nařčení z antiamerikanismu a antisemitismu. Naopak mu Chomsky v soukromém rozhovoru sdělil, že je od mládí sionistou, což mu ale nebrání kritizovat izraelskou politiku vůči Palestincům.

## Vyznamenání
- Řád Východního Timoru (Východní Timor, 2015)[33]

## Dílo v češtině
- 1966 – Syntaktické struktury
- 1998 – Perspektivy moci
- 1999 – Tajnosti, lži a demokracie
- 2003 – 11. 9.
- 2005 – Člověk, moc a spravedlnost
- 2006 – Hegemonie nebo přežití
- 2007 – Moc a teror
- 2008 – Intervence
- 2014 – Hnutí Occupy (ISBN 978-80-905309-3-5, Broken Books)
- 2014 – Západní terorismus (ISBN 978-80-905309-5-9, Broken Books)
- 2014 – Disident Západu (ISBN 978-80-246-2629-1 , Karolinum)
- 2015 – O Palestině (ISBN 978-80-905309-9-7, Broken Books)
- 2019 – Kdo vládne světu? (ISBN 978-80-246-3626-9, Karolinum)

### Audiovizuální dokumenty
- Manufacturing Consent: Noam Chomsky and The Media, dokument, 1992, 167 minut, režie Mark Achbar a Peter Wintonick